# شرق (المخادر)

تعديل مصدري - تعديل

شرق هي إحدى قرى عزلة الشرف بمديرية المخادر التابعة لمحافظة إب، بلغ تعداد سكانها 117 نسمة حسب تعداد اليمن لعام 2004.